# BredaMenarinibus Zeus
BredaMenarinibus Zeus of Ecobus Zeus is een elektrische stadsbus die in 2006 is ontwikkeld door het Nederlandse bedrijf Spijkstaal en het Italiaanse bedrijf BredaMenarinibus en ontworpen door Pininfarina. Zeus staat voor Zero Emission Urban System. De batterijen van deze bussen kunnen 4 à 5 uur mee voordat ze verwisseld moeten worden. Het verwisselen kost steeds 3-5 minuten Dit maakt de bussen niet in staat om langdurig, gedurende de hele dag, constant te blijven rijden.

## Geschiedenis
In 1994 werd de eerste elektrische bus door Spijkstaal ontwikkeld in samenwerking met de Nederlandse bedrijf Berkhof. Deze bus werd gebouwd op basis van de bus Berkhof 2000NL en werd Spijkstaal Ecobus E32 genoemd. Er werd in totaal 1 bus gemaakt en kwam in 1994 als proef in dienst bij SVD. Echter werd deze bus niet heel erg gewaardeerd vanwege de korte actieradius en werd in 1995 de productie gestaakt. De bus die toen werd ontwikkeld werd in 1995 verkocht en kwam in 1996 in dienst bij TCR.
Vanaf de 21e eeuw veranderde de situatie en werd duurzaamheid "Big Business". In 2005 zocht BredaMenarinibus daarom een partner om nieuwe elektrische bus te ontwikkelen en kwam uiteindelijk terecht bij Spijkstaal die hier al ervaring mee had. Het bedrijf Pininfarina werd benaderd om een ontwerp te maken. In 2006 kwam de eerste bus van de productielijn af en kwam in dienst bij de Rotterdamse bedrijf RET. Sindsdien werden er meer bussen gemaakt voor andere steden.

## Inzet
De elektrische bussen rijden op de stadsdiensten van verschillende steden. De bussen worden onder andere ingezet in de Italiaanse steden Pisa, Grosseto en Marsala, in de Nederlandse stad Rotterdam en in de Tsjechische hoofdstad Praag. In Rotterdam worden het busje ingezet op lijn 60, een korte pendellijn over de Wilhelminakade tussen Hotel New York en het metrostation Wilhelminaplein. In Praag worden ze ingezet op lijn 292 in de wijk Malá Strana. Het busje in Rotterdam kwam in 2009 in dienst, bij wijze van proef. In december 2011 werd de lijn waar het busje op reed opgeheven en kwam het busje uit dienst.

### Inzetgebieden
| Land      | Vervoerder              | Aantal | Series      | Inzet                      | Status        |
| --------- | ----------------------- | ------ | ----------- | -------------------------- | ------------- |
| Duitsland | Stadtwerke Osnabrück AG | 1      | 170         | Osnabrück (lijn 94)        | Onbekend      |
| Frankrijk | Baia                    | 4      | 3400 - 3403 | Regio Arcachon             | Onbekend      |
| Frankrijk | Tisséo                  | 10     | 1490 - 1499 | Toulouse                   | Onbekend      |
| Italië    | A.T.A.C. Roma           | 1      | ?           | Universiteit Sapienza Rome | Onbekend      |
| Tsjechië  | DPP                     | 2      | 3001 - 3002 | Praag (lijn 292)           | Onbekend      |
| Nederland | RET                     | 1      | BR-VT-72    | Rotterdam (lijn 60)        | Buiten dienst |

## Afbeeldingen

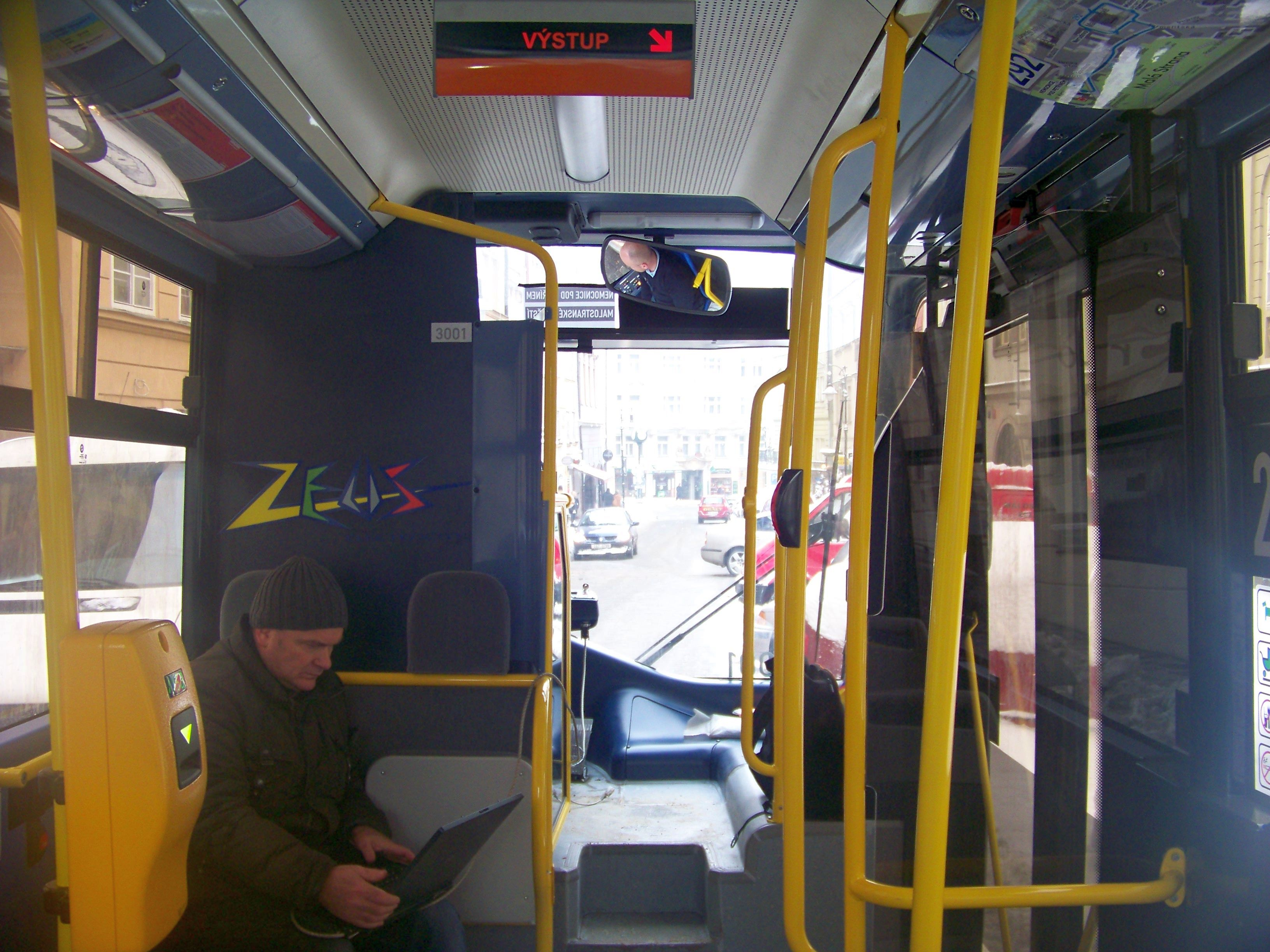
Interieur van een busje
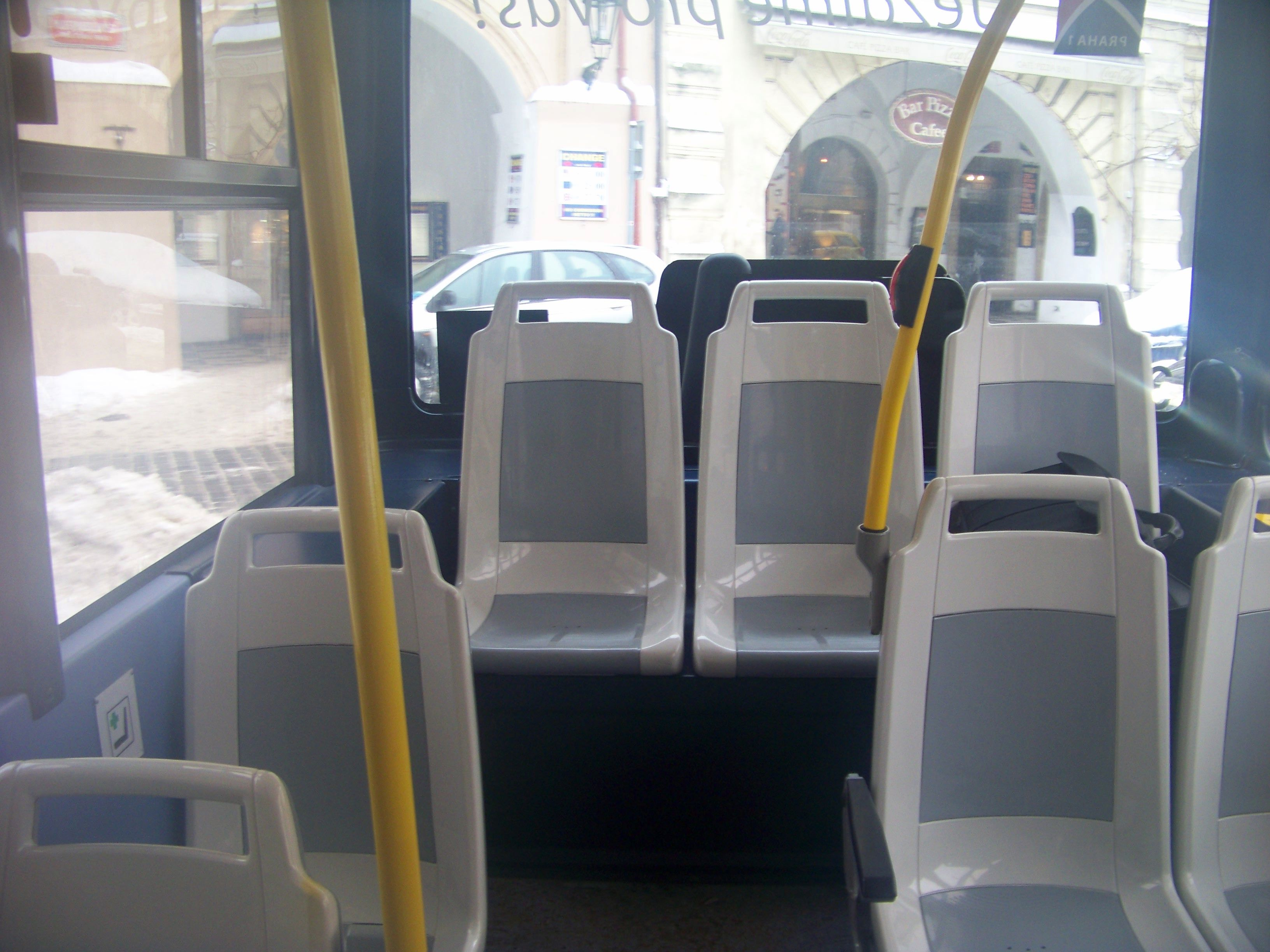
Interieur van een busje